# Anselia okazała
Anselia okazała (Ansellia africana) – gatunek roślin z monotypowego rodzaju anselia Ansellia z rodziny storczykowatych (Orchidaceae). 
Występuje w subtropikalnej Afryce m.in. w: Kenii, Tanzanii, Sudanie, Botswanie, Kamerunie, Gabonie i Nigerii. Jest epifitem rosnącym na drzewach rosnących na sawannie lub skrajach lasów, na palmach – widlicach, rzadko na skałach. Rośnie na wysokościach do 2200 m.   

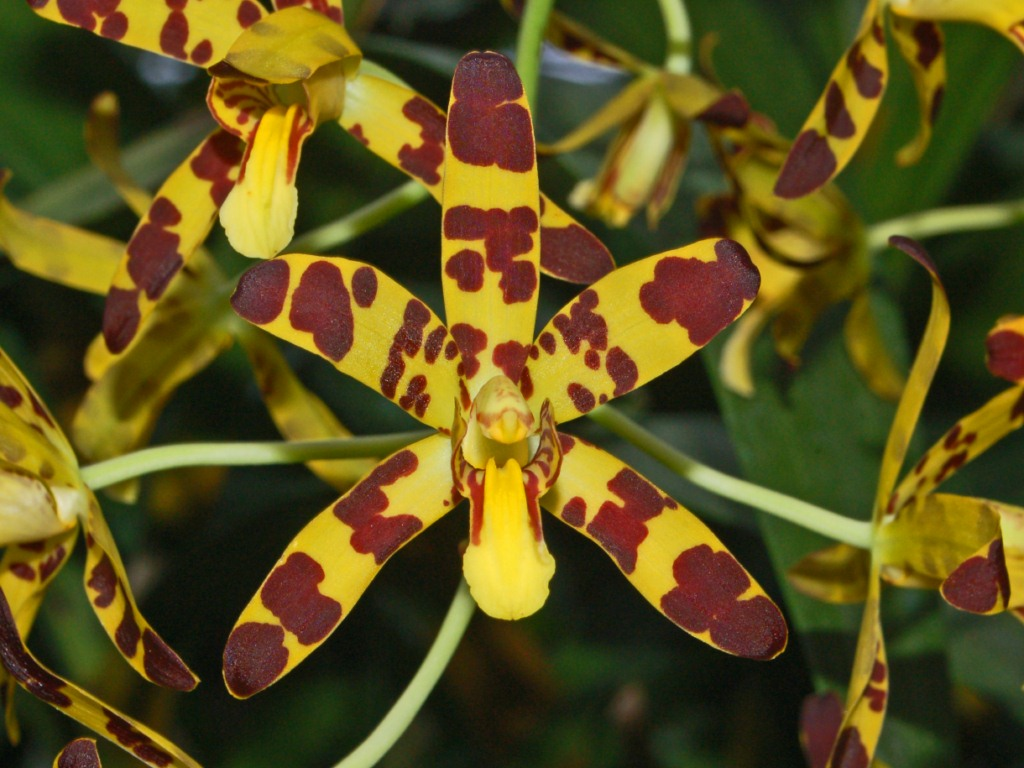
Kwiat Ansellia africana

## Systematyka
Gatunek z monotypowego rodzaju klasyfikowanego do podplemienia Cymbidiinae w plemieniu Cymbidieae, podrodzinie epidendronowych (Epidendroideae), rodzinie storczykowatych (Orchidaceae), w rzędzie szparagowców (Asparagales) w obrębie roślin jednoliściennych.
Mieszańce
Wyróżnianych jest osiem mieszańców międzygatunkowych.
- Anaphorchis (× Graphorchis)
- Ansidium (× Cymbidium)
- Catasellia (× Catasetum)
- Cycsellia (× Cychnoches)
- Cyrtellia (× Cyrtopodium)
- Eulosellia (× Eulophia)
- Galeansellia (× Galeandra)
- Promellia (× Promenaea)